# Greatest Hits (альбом ABBA)
Greatest Hits — сборник лучших песен шведской группы ABBA, выпущенный в 1975 году. Выпуск Greatest Hits последовал в ноябре 1975 года в Скандинавии с целью развития успеха других сборных альбомов группы, выпущенных в Европе, таких как ABBA’s Greatest Hits во Франции и The Best of ABBA западногерманского лейбла Polydor. Альбом стал лучшим по продаваемости в Британии в 1976 году и вторым по коммерческому успеху для группы в этой стране. Его успех повторил Greatest Hits Vol. 2, выпущенный в 1979 году.
Музыкальный критик Колин Ларкин поместил сборник в свою книгу «1000 лучших альбомов всех времён» на восьмое место в категории «25 лучших альбомов величайших хитов и сборников».

## Об альбоме
Несмотря на заявленное громкое название компиляции, только половина треков стали настоящими синглами-хитами в ведущих чартах. Одна из песен, «Dance (While The Music Still Goes On)», как сингл не вышла вообще и поэтому не могла получить никакой «хитовой» сертификации. «Waterloo», «SOS», «Mamma Mia» и, позднее, «Fernando» попали в топ-10 Британии и других стран, но лишь первая композиция попали в американский топ-10; «I Do, I Do, I Do, I Do, I Do» стал топ-10 хитом в некоторых странах. топ-20 хитом в США, но с трудом попал в топ-40 британских чартов; «Honey Honey» попал лишь в топ-20 ведущих хит-парадов. Символично, что в Австралии, где группа достигла значительного числа позиций № 1, выпуск Greatest Hits стал бы бессмысленным из-за успеха местной компиляции The Best of ABBA, из-за чего релиз последовал лишь через много лет. Тем не менее, выпуск официального сборника лучших хитов был невероятно успешным. Даже журнал Rolling Stone, один из наиболее яростных критиков ABBA в США, выразился через некоторое время после релиза: «Всякий, кто, прослушав эту запись пять раз подряд, не начнёт напевать себе под нос половину мелодий, — робот».
Оригинальная обложка (авторства Hans Arnold) была использована далеко не во всех странах. Совершенно иной вид имели издания, в частности, в Великобритании, и Северной Америке, где группа изображена сидящей в парке прохладным осенним днём. Бенни и Фирда целуются, Бьорн читает газету, а Агнета тоскующе смотрит вдаль.
Обе версии обложек выполнены в дизайне «гейтфолд» (англ. gatefold).

## Список композиций
Слова и музыка всех песен — Бенни Андерссон, Бьорн Ульвеус и Стиг Андерсон, если не указано иное.
| №  | Название                 | Автор(ы)                                                            | Длительность |
| -- | ------------------------ | ------------------------------------------------------------------- | ------------ |
| 1. | «SOS»                    |                                                                     | 3:22         |
| 2. | «He Is Your Brother»     | Бенни Андерссон, Бьорн Ульвеус                                      | 3:15         |
| 3. | «Ring Ring»              | Бенни Андерссон, Бьорн Ульвеус, Стиг Андерсон, Фил Коди, Нил Седака | 3:00         |
| 4. | «Hasta Mañana»           |                                                                     | 3:05         |
| 5. | «Nina, Pretty Ballerina» | Бенни Андерссон, Бьорн Ульвеус                                      | 2:50         |
| 6. | «Honey, Honey»           |                                                                     | 2:55         |
| 7. | «So Long»                |                                                                     | 3:06         |

| №  | Название                                | Автор(ы)                       | Длительность |
| -- | --------------------------------------- | ------------------------------ | ------------ |
| 1. | «I Do, I Do, I Do, I Do, I Do»          |                                | 3:15         |
| 2. | «People Need Love»                      | Бенни Андерссон, Бьорн Ульвеус | 2:42         |
| 3. | «Bang-A-Boomerang»                      |                                | 2:50         |
| 4. | «Another Town, Another Train»           | Бенни Андерссон, Бьорн Ульвеус | 3:10         |
| 5. | «Mamma Mia»                             |                                | 3:32         |
| 6. | «Dance (While The Music Still Goes On)» | Бенни Андерссон, Бьорн Ульвеус | 3:05         |
| 7. | «Waterloo»                              |                                | 2:46         |

Песня «Fernando» была добавлена к Greatest Hits, когда LP был выпущен в некоторых странах в первые месяцы 1976 года. В Австралии и Новой Зеландии, «Fernando» вышел в альбоме Arrival.
Вообще, список композиций заметно варьируется от страны к стране. Например, всё та же песня «Fernando» была добавлена как первый трек на релизе 1976 года для Норвегии и Дании, в то время как в Британии и других странах она стала последним треком. В США, как указано ниже, «Hasta Mañana» была убрана и заменена другими композициями.
В 2006 году альбом был перевыпущен на CD (в честь 30-летнего юбилея первого издания) в формате мини-альбома. Дизайн и трек-листинг были взяты с релиза 1976 года в Норвегии и Дании, где присутствовала фотография скамейки в скандинавском парке на внутренней части обложки, а первой композицией стала песня «Fernando».

## Позиции в хит-парадах
| Хит-парад (1975—1978)               | Высшая позиция | Пребывание в чарте |
| ----------------------------------- | -------------- | ------------------ |
| Великобритания (UK Albums Chart)    | 1              | 130 недель         |
| Италия (Musica e dischi)            | 18             | 17 недель          |
| Канада (RPM Albums Chart)           | 2              | 57 недель          |
| Норвегия (VG-lista)                 | 1              | 62 недели          |
| США (Billboard Top LP’s & Tape)     | 48             | 61 неделя          |
| Финляндия (Suomen virallinen lista) | 1              | 47 недель          |
| ФРГ (Offizielle Top 100)            | 3              | 25 недель          |
| Швеция (Sverigetopplistan)          | 1              | 21 неделя          |

| Хит-парад (1976)             | Позиция |
| ---------------------------- | ------- |
| Великобритания (Gallup Poll) | 1       |
| Канада (RPM Year-End)        | 88      |
| Хит-парад (1977)             | Позиция |
| Великобритания (Gallup Poll) | 9       |
| Канада (RPM Year-End)        | 13      |

| Хит-парад (1970-е)           | Позиция |
| ---------------------------- | ------- |
| Великобритания (Gallup Poll) | 2       |

## Сертификации и продажи
| Регион | Сертификация  | Продажи    |
| --- | ------------- | ---------- |
| Австралия | —             | 900 000    |
| Великобритания (BPI) | 8× Платиновый | 2 606 000  |
| Германия (BVMI) | Золотой       | 250 000^   |
| Греция (IFPI Greece) | Золотой       | 50 000^    |
| Гонконг (IFPI Hong Kong)                                                                                                 | Платиновый    | 20 000*    |
| Дания | —             | 250 000    |
| Израиль | Золотой       | 20 000     |
| Ирландия | —             | 200 000    |
| Канада (Music Canada) | 5× Платиновый | 600 000    |
| Мальта | —             | 3000       |
| Норвегия (IFPI Norway)                                                                                                   | Золотой       | 25 000*    |
| США (RIAA) | Платиновый    | 1 000 000^ |
| Китайская Республика | —             | 4500       |
| Финляндия (Musiikkituottajat)                                                                                            | Платиновый    | 64 875     |
| Франция | —             | 100 000    |
| Швеция (GLF) | Платиновый    | 293 163    |
| Югославия | Золотой       | 35 000     |
| Япония | —             | 330 000    |
| Итого |               |            |
| Мир | —             | 6 000 000  |
| * Данные о продажах приведены только на основе сертификации. ^ Данные о тиражах приведены только на основе сертификации. |               |            |